# 閭陽県
閭陽県（りょよう-けん）は中華人民共和国遼寧省にかつて存在した県。現在の北鎮市南西部に相当する。
遼代に設置された奉先県を前身とする。金代に閭陽県と改称された。明初に廃止されている。